# کورینا دنتونی
 کورینا دنتونی (ایتالیایی: Corinna Dentoni؛ زادهٔ ۳۰ ژوئیهٔ ۱۹۸۹) یک تنیس‌باز اهل ایتالیا است. 